# Тельч
Тельч (чеш. Telč) — город-музей в Чехии, первый в стране памятник Всемирного наследия.

## История
Согласно легенде, основание города Тельч связано с победой оломоуцкого князя Оты II над чешским князем Бржетиславом II в 1099 году. В память о победе князь Ота заложил на месте нынешнего Старого города романскую капеллу, а затем основал здесь костёл и поселение. В документальных источниках город впервые упоминается в 1333 год у, когда моравский маркграф Карел Люксембургский приобрел замок Тельч. В 1339 году замок приобрёл Ольдржих III из Градца из рода Витковичей из Градца. Вокруг замка уже вырос город, а у замковых стен раскинулась большая торговая площадь, окруженная купеческими домами. Уникальная форма Тельча была обусловлена тем, что с одной стороны разрастание кварталов ограничивали ров и крепостная стена, с другой — пруды.
В XVI веке замком и городом владеют паны Витковичи из Градца. В честь Захариаша из Градца названа главная (рыночная) площадь города. При нём замок перестраивается в стиле ренессанс мастерами Антонио Влачем и Бальдассаром Магджи де Ронио. Фасады домов на главной площади также были перестроены в стиле ренессанс и барокко.
В 1604 году род панов из Градца пресёкся по мужской линии и город перешёл в собственность рода Слават. Следующий этап развития города всецело принадлежит иезуитскому ордену — в городе были построены иезуитский колледж и несколько школ, астрономическая обсерватория, музыкальное училище. Иезуитам принадлежит и одна из красивейших городских церквей. В XVII веке Тельч переходит во владение рода Лихтенштейн и остается тихим провинциальным городком до настоящего времени.
В 1971 году город был объявлен архитектурным заповедником, а с 1992 года включен в список всемирного наследия ЮНЕСКО. С 1995 года государственный замок Тельч является также национальным памятником культуры Чехии.

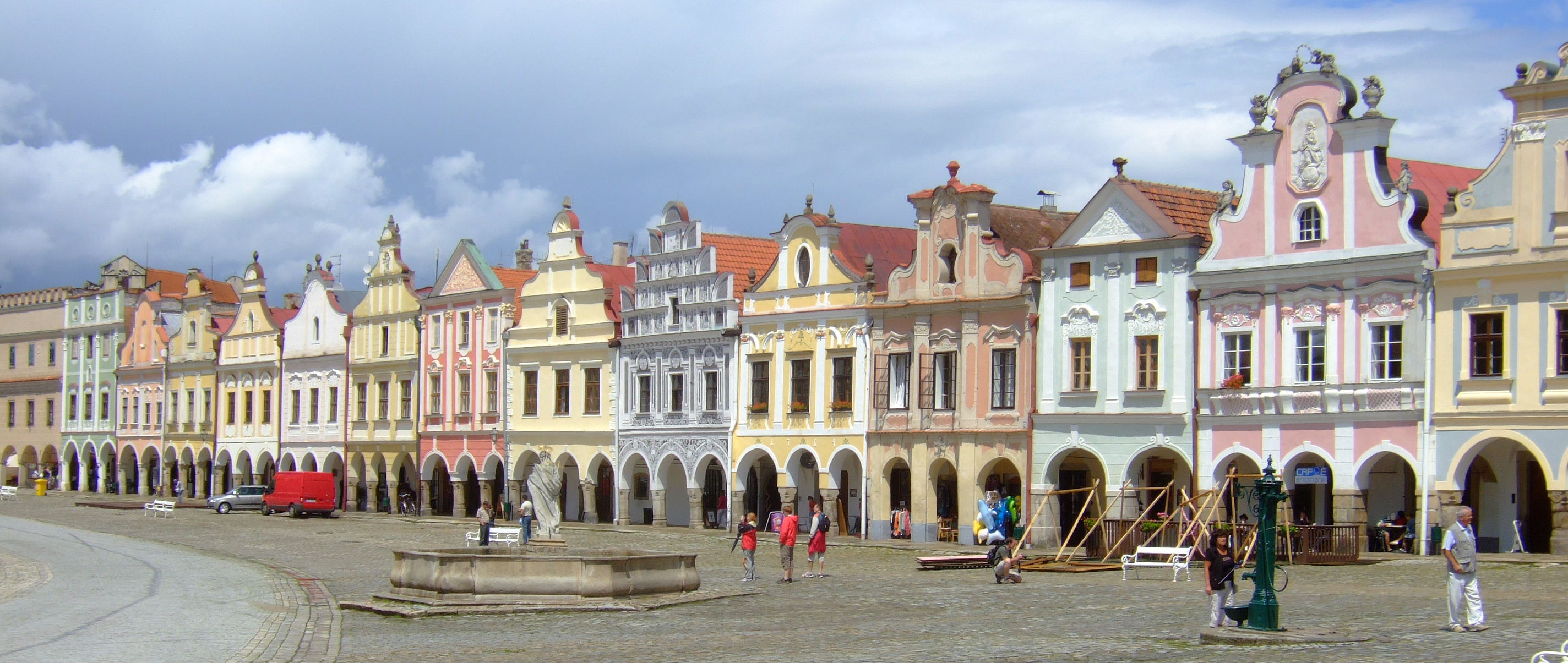
Рыночная площадь Тельча в 2009 году

## Достопримечательности
1. Замок Тельч в ренессансном стиле.

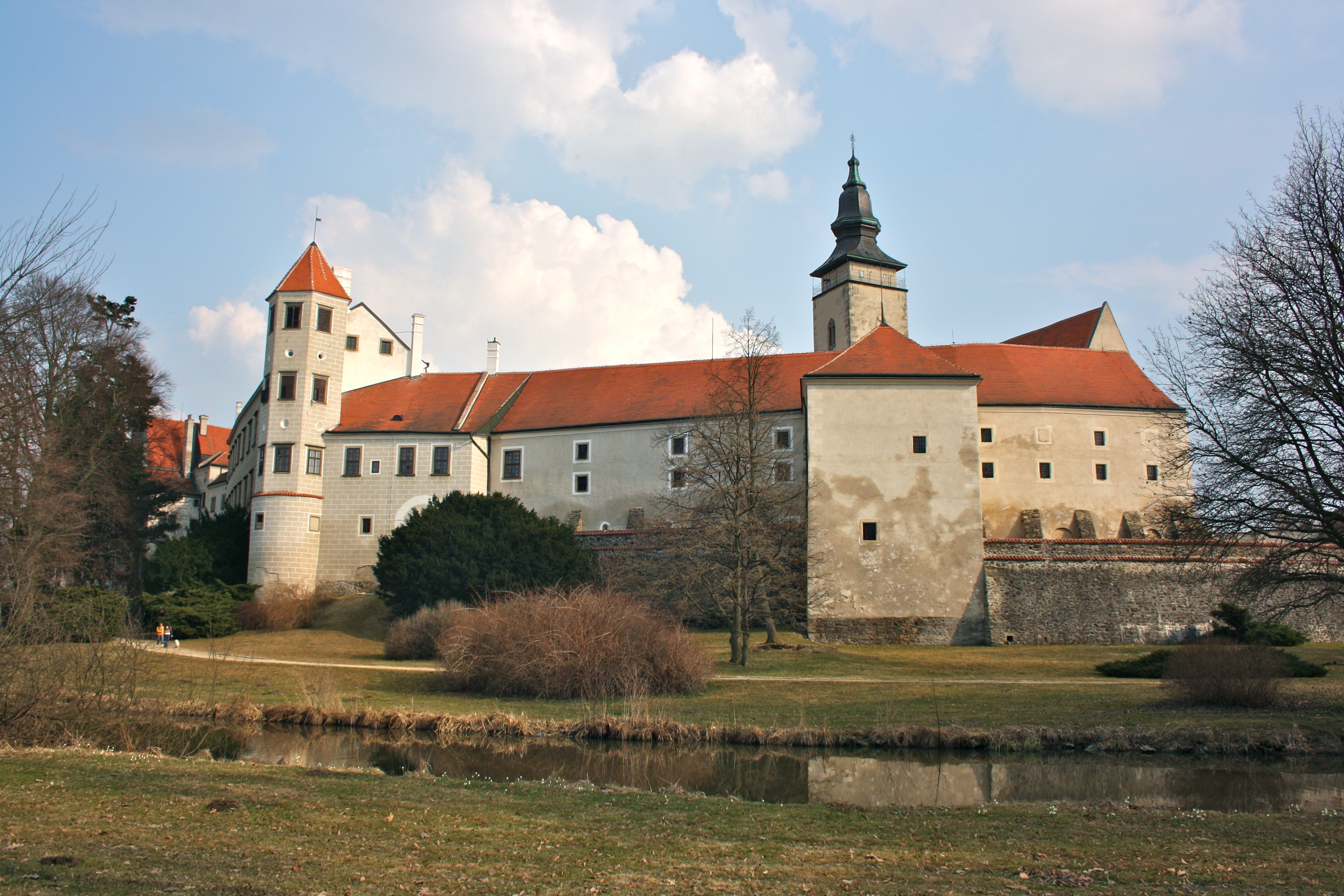
Замок Тельч

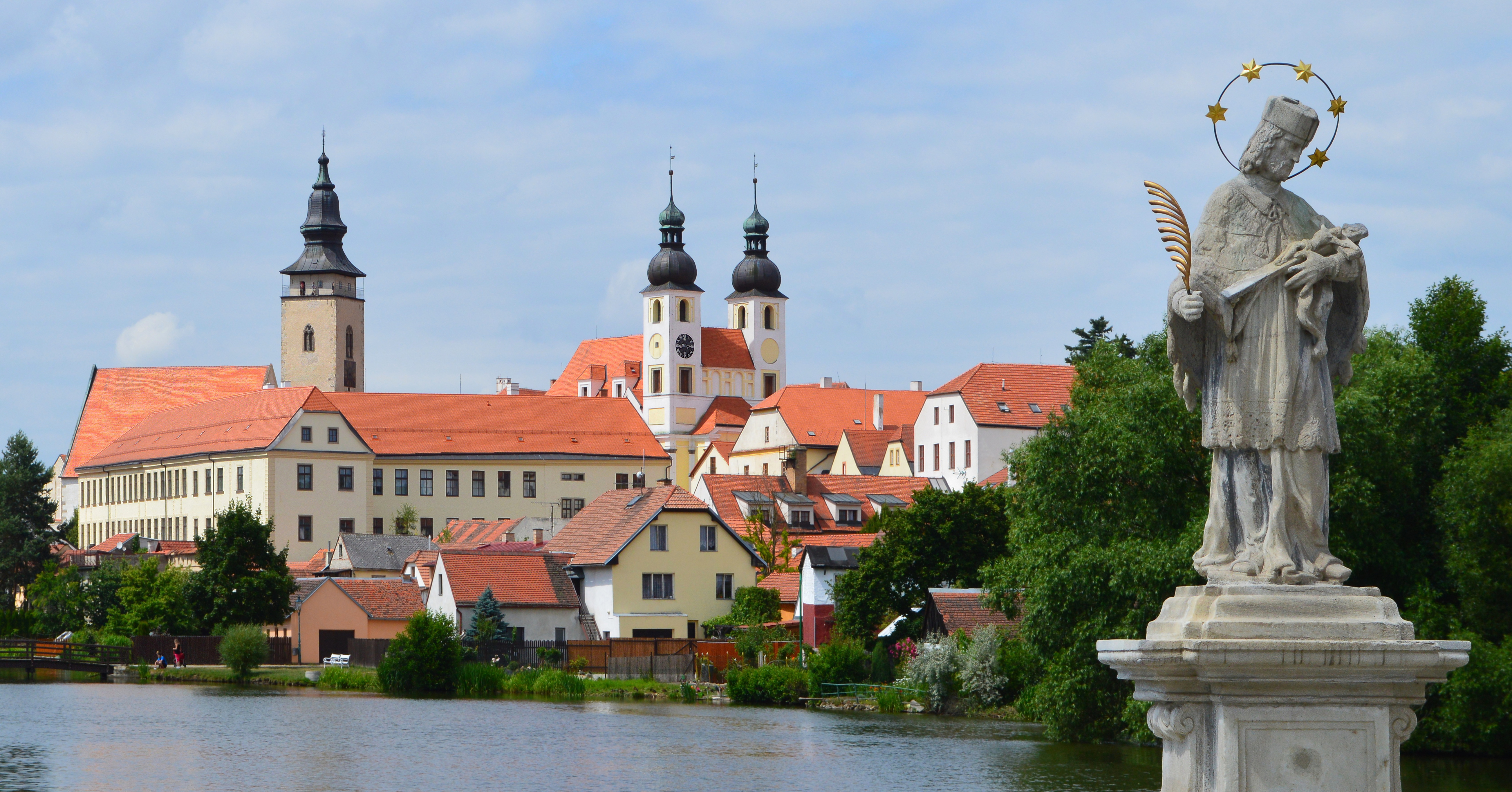
Конвикт Святых Ангелов

2. Намнести Захариаше (Площадь Захариаша). Изначально Старый город Тельча был построен из дерева и в 1386 году сгорел за одну ночь. Дома были выстроены в камне заново, а после перестройки замка фасады домов были также перестроены в стиле ренессанс и барокко. Все дома на площади объединены общими аркадными галереями и сохранили свой облик со средневековья. Дома № 15 и 61 украшены особо ценными фресками в технике сграффито.
3. Фрагменты крепостной стены XIII—XIV веков. Верхние (у башни Святого Духа, 1629 год) и Нижние (у замка, 1579 год) ворота города.
4. Церковь Святого Духа (XIII век), позднее перестроена в романском стиле, 49 метров высотой. От колоколов XVII века остались только 2.
5. Марианская колонна . Создана скульптором Липартом (D. Lipart) с помощью местного каменщика Ньювирта (F. Neuwirt) в 1718 году на средства жены бургомистра Ходовой (Z. Hodova).
6. Фонтаны на площади.
7. Ратуша (сейчас внутри расположено турбюро).
8. Церковь Святого Иакова (1360—1370 годы), в XV веке построена заново. В церкви в большой гробнице хранится прах Захариаша из Градца, а в вестибюле похоронены горожане, погибшие во время Первой мировой войны. Над 60-метровой колокольней возвышаются два редких по красоте звучания колокола.
9. Церковь Имени Христова, иезуитская , 1669 года. Рядом иезуитский колледж и иезуитский монастырь.
10. Старый город на берегу озера в 15 минутах ходьбы от площади Захариаша: площадь Богоматери, Мадонна (1673 год), капелла Богоматери (1572 год, рококо). От замка и намнести Захариаше к Старому городу ведет дорожка, называемая «На Плитках». Вдоль неё стоят статуи святых, выполненные в стиле барокко в XVIII в.
11. Церковь Святой Анны при кладбище. Барокко, XVI—XVII век.

## Население
| Год  | Численность | Численность |
| ---- | ----------- | ----------- |
| 1869 | 4733        | [ 6 ]       |
| 1880 | 5272        | [ 6 ]       |
| 1890 | 5079        | [ 6 ]       |
| 1900 | 4785        | [ 6 ]       |
| 1910 | 4647        | [ 6 ]       |
| 1921 | 4533        | [ 6 ]       |
| 1930 | 4420        | [ 6 ]       |
| 1950 | 4288        | [ 6 ]       |
| 1961 | 5146        | [ 6 ]       |
| 1970 | 5367        | [ 6 ]       |
| 1980 | 5875        | [ 6 ]       |
| 1991 | 6049        | [ 6 ]       |
| 2001 | 6053        | [ 6 ]       |
| 2014 | 5490        | [ 7 ]       |
| 2016 | 5445        | [ 8 ]       |
| 2017 | 5410        | [ 9 ]       |
| 2018 | 5339        | [ 10 ]      |
| 2019 | 5276        | [ 11 ]      |
| 2020 | 5273        | [ 12 ]      |
| 2021 | 5257        | [ 13 ]      |
| 2022 | 5140        | [ 14 ]      |
| 2023 | 5239        | [ 15 ]      |
| 2024 | 5185        | [ 16 ]      |
| 2025 | 5134        | [ 3 ]       |

## Города-побратимы
- Бельп, Швейцария
- Шаля (Словакия), Словакия